# Teatrul misterelor
Teatrul misterelor (1996, Mystery Science Theater 3000: The Movie) este un film bazat pe serialul de televiziune Mystery Science Theater 3000, care a fost produs și are acțiunea stabilită între sezoanele 6 și 7 ale acestui serial. A fost realizat de studiourile Gramercy Pictures și Best Brains, fiind distribuit de Universal Studios.

## Prezentare
Pentru scenariul filmului din film, vezi This Island Earth
Filmul începe cu un om de știință nebun, Dr. Clayton Forrester, care lucrează într-un laborator subteran și care explică premisa filmului (și a serialului de televiziune asociat). Mike Nelson și roboții Crow T. Robot și Tom Servo, împreună cu Gypsy, sunt la bordul Satelitului Iubirii aflat pe o orbită înaltă în jurul Pământului, în momentul în care dr. Forrester îi obligă să vizioneze filmul de categoria B This Island Earth pentru a supune voința acestora și astfel să cucerească tot Pământul, dar la fel ca în serialul de televiziune, Mike, Crow și Tom se distrează copios în timp ce privesc filmul.
Scenele din filmul This Island Earth sunt suprapuse de umbrele celor trei spectatori care fac scurte comentarii amuzante. Înainte de începutul acestui film, Crow, într-un moment de panică, încearcă să sape prin coca navei pentru a reveni pe Pământ nerealizând că între ei și Pământ se află vidul cosmic. După prezentarea filmului, în timp ce Dr. Forrester reîncarcă filmul, Crow și Tom îl provoacă pe Mike să conducă singur satelitul, dar omul sfârșește prin a se ciocni de Telescopul Spațial Hubble. Apoi Mike încearcă să repare Telescopul Hubble folosind un braț robotizat manipulator al satelitului, dar face și mai multe distrugeri așa că în cele din urmă Gypsy preia controlul. La un moment dat în timpul filmului, Tom le spune celorlalți că și el are acel dispozitiv de comunicații numit interocitor la fel ca cel folosit în filmul This Island Earth. Cei trei încearcă să folosească aparatul lui Tom pentru a reveni pe Pământ, dar, în schimb, intră în contact cu Metalunan (rasa extraterestră din film), care este în imposibilitatea de a-i ajuta să folosească dispozitivul în mod corect, dar din greșeală, în mod repetat, țintesc spre capul robotului Tom cu un fascicul laser. Contactul este rupt de către dr. Forrester, care are și el un interocitor, de asemenea acesta amenință grupul cu laserul său pentru a-i face să se uite în continuare la film.
După terminarea filmului, Mike, Crow și Tom sunt departe de a fi sub controlul dr. Forrester, sărbătorind în diferite moduri Metaluna. Dr. Forrester, furios că a eșuat, încearcă să folosească interocitorul său pentru a-i răni pe Mike și pe ceilalți, dar reușește doar să se teleporteze într-o cabină de duș Metalunan care a apărut anterior în film. Mike și roboții sărbătoresc dispariția dr. Forrester dar apoi își dau seama că nu mai au nicio cale de întoarcere pe Pământ fără dr. Forrester. Mike spune: „Hei, stai un minut!” și șeful echipajului se întoarce înapoi în sala de cinema în timp ce pe ecran este prezentat finalul filmului cu echipa de producție, prilej de noi comentarii spumoase.

## Actori
| Actor             | Personaj                              |
| ----------------- | ------------------------------------- |
| Michael J. Nelson | Mike Nelson                           |
| Trace Beaulieu    | Crow T. Robot / Dr. Clayton Forrester |
| Kevin Murphy      | Tom Servo                             |
| Jim Mallon        | Gypsy                                 |
| John Brady        | Benkitnorf                            |

## Distribuție
Filmul Teatrul misterelor a fost lansat la 19 aprilie 1996. În momentul său de maximă distribuție în cinematografele americane filmul a rulat în 26 de cinematografe simultan.

### Încasări
În prima săptămână din momentul lansării Teatrul misterelor a avut încasări de 206.328$; iar în a doua săptămână 110.620$. A avut încasări totale de 1.007.306$.

### Critica
Recenziile filmului au fost în mare parte pozitive, având în prezent un rating de 74% pe Rotten Tomatoes, cu următoarea caracterizare: „Teatrul misterelor poate fi subțire și neuniform, dar este suficient de hilar pentru a face reușită trecerea serialului pe marele ecran.